# Він і Вона
«Він і Вона» (фр. Monsieur et Madame Adelman) — франко-бельгійський мелодраматичний фільм 2017 року, повнометражний режисерський дебют Ніколя Бедоса. Стрічка була номінована в 2-х категоріях на французьку національну кінопремію «Сезар» 2018 року .

## Сюжет
Відносини між Віктором (Ніколя Бедос) і Сарою (Дорія Тільє) зав'язалися випадково. Тоді в паризькому барі вони ще не знали, що їхні життєві інтереси настільки близькі. Віктор — письменник-початківець, а Сара — магістр з класичної літератури. Познайомившись ближче, вони вже не змогли жити одне без одного. Та попри 45-річний досвід відносин, їхні почуття не згасли.

## У ролях
| • Ніколя Бедос     | … | Віктор                    |
| • Дорія Тільє      | … | Сара Адельман             |
| • Дені Подалідес   | … | психолог                  |
| • Антуан Ґуї       | … | журналіст Антуан Грійо    |
| • Жульєн Буассельє | … | Антуан де Рішмон          |
| • Крістіана Мілле  | … | Сільвія де Рішмон         |
| • П'єр Ардіті      | … | Клод де Рішмон            |
| • Забу Брайтман    | … | директорка школи Артура   |
| • Жан-П'єр Лорі    | … | Марк Доншельї             |
| • Бетті Рейгер     | … | мадам Адельман, мати Сари |
| • Жак Ланґ         | … | камео                     |
| • Ніколя Бріансон  | … | педіатр                   |
| • Лола Бессі       | … | Мелані, студентка         |

## Знімальна група
- Автор сценарію — Ніколя Бедос, Дорія Тільє
- Режисер-постановник — Ніколя Бедос
- Продюсер — Франсуа Краус, Дені Піно-Валенсьєнн
- Співпродюсери — Надя Гамліші, Мартін Мец, Жиль Ватеркейн
- Оператор — Ніколя Больдюк
- Композитори — Ніколя Бедос, Філіпп Келлі
- Монтаж — Анні Данш
- Художник-постановник — Стефані Розенбаум
- Художник з костюмів — Карен Мюллер Серро
- Художник-декоратор — Самір Мунді
- Підбір акторів — Еммануель Прево

## Нагороди та номінації
| Список нагород та номінацій | Список нагород та номінацій | Список нагород та номінацій               | Список нагород та номінацій | Список нагород та номінацій | Список нагород та номінацій |
| Кінофестиваль/Кінопремія    | Рік                         | Категорія                                 | Номінант(и)                 | Результат                   | Дж                          |
| --------------------------- | --------------------------- | ----------------------------------------- | --------------------------- | --------------------------- | --------------------------- |
| Кінофестиваль у Кабурі      | 2017                        | «Золотий Сванн» найкращій молодій акторці | Дорія Тільє                 | Перемога                    |                             |
| Премія «Кришталевий глобус» | 12.02.2018                  | Найкращий фільм                           | Він і Вона                  | Номінація                   |                             |
| Премія «Кришталевий глобус» | 12.02.2018                  | Найкраща акторка                          | Дорія Тільє                 | Номінація                   |                             |
| Премія «Сезар»              | 2.03.2018                   | Найкращий дебютний фільм                  | Він і Вона                  | Номінація                   | [ 2 ]                       |
| Премія «Сезар»              | 2.03.2018                   | Найкраща акторка                          | Дорія Тільє                 | Номінація                   | [ 2 ]                       |